# Charloisse Voetbalvereniging
Maillots
Le Charloisse Voetbalvereniging, plus couramment abrégé en CVV, est un club néerlandais de football fondé le 12 juillet 1908 et basé dans le quartier de Charlois, au sud de Rotterdam.
Le club fusionne en 2001 avec RSM pour devenir le CVV Mercurius, avant de disparaître définitivement en 2014, lorsqu'il fonde le nouveau club du SV Charlois à la suite d'une fusion avec le SV DEHMusschen.

## Histoire

### Premières années
L'histoire du club débute le 12 juillet 1908 lorsque des jeunes se réunissent pour jouer une partie de football à côté de la station de pompage, surnommée la watermachien, située sur la Wolphaertsbocht. Les deux initiateurs du club sont Jan van der
Schoor et Piet van der Poel, accompagnés ensuite par le frère de Van der Poel, ainsi que Piet van Bokkum, J. Langstraat, W. Eerkelens, C. de Reus, P. Hoornweg et W. Streefkerk,.
Les membres fondateurs du club décident de baptiser leur club Excelsior et optent pour des couleurs rouges et blanches. Ils collectent le matériel nécessaire pour jouer au football dans les cafés des environs et se mettent à jouer des matchs amicaux le dimanche, ce qui entraîne des plaintes des paroissiens de l'église locale qui veulent les empêcher de jouer le dimanche.
Le club est poussé à changer de nom en 1910 lorsqu'il rejoint la fédération de football de Rotterdam, en raison d'une homonymie avec l'Excelsior de Kralingen. À cette occasion le club devient donc CVV, il abandonne aussi ses premières couleurs et prend un maillot rayé verticalement rouge et bleu.
Après deux promotions consécutives en l'espace de deux ans, le club est autorisé à prendre part aux championnats de la NVB.

### Élite nationale

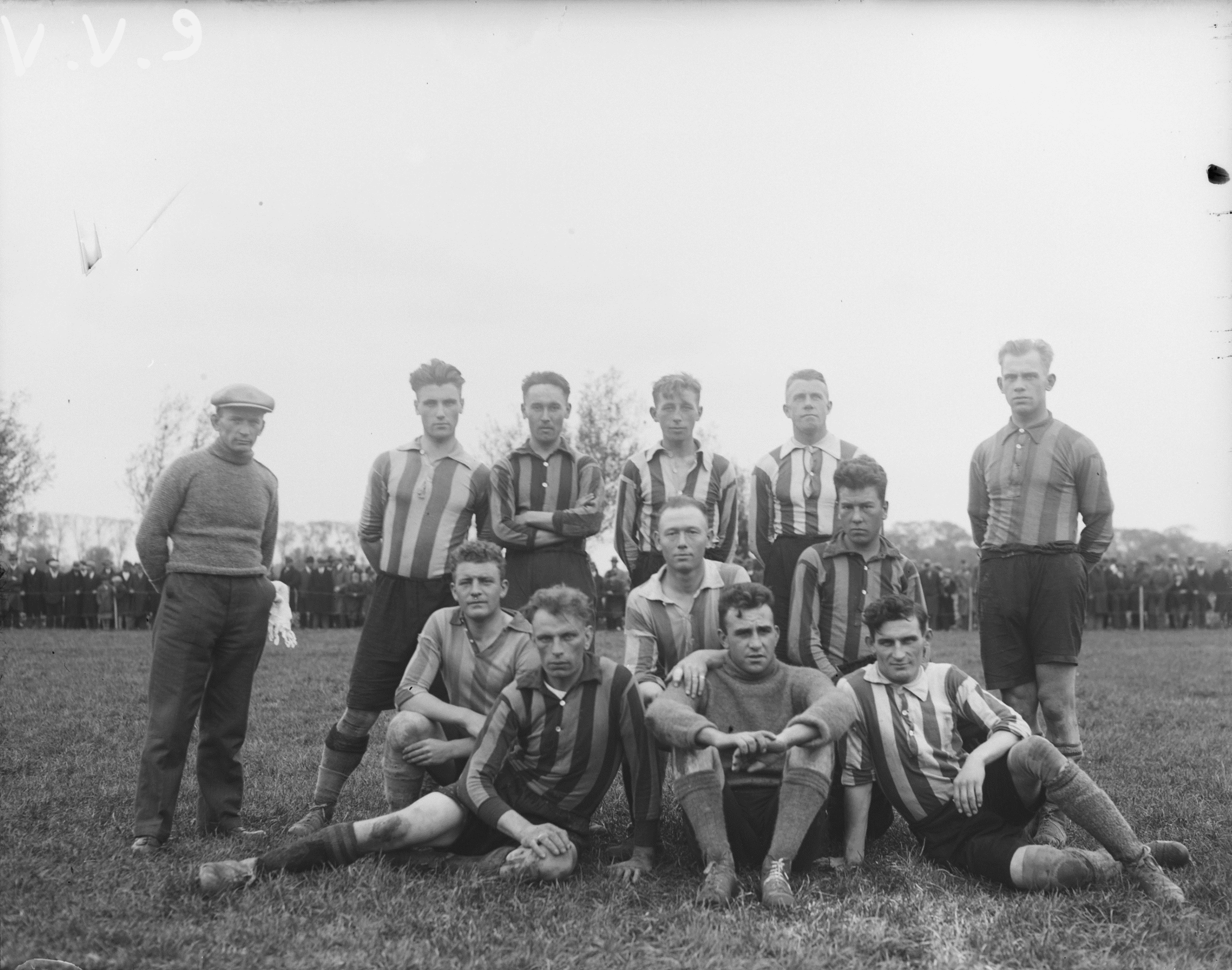
Équipe du CVV en 1930.

CVV remporte la Derde Klasse, le 3e échelon national, en 1917. S'ensuit alors de nombreuses années passées en deuxième division où l'équipe manque de peu et par deux fois la promotion en Eerste Klasse, en 1923 et en 1926.
Dans cette période où CVV est pensionnaire de deuxième division, l'équipe première remporte la Coupe des Pays-Bas en 1920 en venant à bout de VUC (nl). La finale, qui prend place le  sur le terrain de DFC à Dordrecht, se joue dans un certain anonymat et le niveau de jeu proposé par les deux équipes est critiqué par la presse. Cinq ans plus tard, CVV accueille l'Ajax lors du 5e tour de la coupe, et les vainc 2 à 1, ce qui constitue alors un exploit. Un record de fréquentation du stade est battu à cette occasion.
Lors de la saison 1936-1937, CVV accède pour la première fois à la 1re Klasse. Il y reste jusqu'en 1941, saison à l'issue de laquelle il est relégué en deuxième division.
La direction du club décide d'organiser une célébration à l'occasion de ses 45 ans en 1953, qui comprend notamment une tournée en Allemagne, ce que l'éditorialiste Zamora critique dans sa chronique consacrée au football et présente dans Het Vrije Volk. Il trouve la démarche de célébrer un 45e anniversaire absurde et insiste à cette occasion sur le fait que l'histoire entière de CVV est faite de « ups and downs ».
L'année suivante, alors que le football devient professionnel aux Pays-Bas et que le club serait éligible pour rejoindre les nouvelles compétitions professionnelle, la direction choisit de rester amateur. Le trésorier du club considère alors que le risque financier est trop important et qu'il est plus sage de continuer dans le football amateur du dimanche.

### Football amateur
Le club commence sereinement sa période dans le football amateur, étant résident depuis 1950 de son propre stade à Groene Kruisweg et disposant de 750 membres actifs. Cette décision de rester amateur coïncide avec le cinquantième anniversaire du club, qui est l'occasion pour celui-ci d'organiser plusieurs festivités et de jouer des matchs amicaux contre les deux grandes équipes professionnelles de Rotterdam, Feyenoord et Sparta.
CVV qui débute dans la nouvelle élite amateur dès la saison 1955-1956, fait un passage d'une saison dans le niveau inférieur et regagne sa place dans l'élite à partir de 1961. À l'issue de cette saison, en juin 1961, CVV joue un match de gala contre DCL dans le cadre des festivités organisées à l'occasion des 500 ans d'existence de Charlois. Commencent alors 21 saisons consécutives dans la plus haute division amateur néerlandaise : d'abord en Eerste Klasse, puis en Hoofdklasse lors de la restructuration des ligues en 1974.
Lors de la saison 1963-1964 CVV remporte le championnat, ce qui constitue l'un des plus grands succès de l'histoire du club. Le club est au cœur d'un engouement populaire important, puisque 3 000 à 4 000 supporters se rendent toutes les deux semaines aux matchs du club à Groene Kruisweg, ce qui constitue une moyenne plus importante que certains clubs professionnels de deuxième division. 250 à 500 supporters se déplacent dans le Limbourg pour le match du titre qui se joue contre Chevremont dans le stade de Roda JC, les supporters reprennent alors l'hymne de Feyenoord Geen woorden maar daden pour encourager les joueurs de CVV,. Les deux clubs s'affrontent ensuite à nouveau à Rotterdam et la victoire 4 à 2 devant 6 000 spectateurs assure à CVV de finir la saison sans aucune défaite. Avec ce titre le club obtient le droit de rejoindre le football professionnel, chose que l'assemblée générale du club refuse comme dans les années 1950.
La saison suivante CVV finit second et une équipe de 17 joueurs effectue une tournée de deux semaines en Espagne en août 1965. Ensuite l'équipe rentre dans le ventre mou du championnat et gagne à nouveau le titre en 1976. Ce dernier annonce un déclin sportif pour le club qui va commencer à enchaîner des années sportivement compliquées où les mauvais résultats s'enchaînent.

### Déclin et disparition
CVV fait l'ascenseur en 1981-1982 dans la division inférieure puis, alors qu'il est encore dans l'élite amateur en 1986, le club va connaître un enchaînement de saisons médiocres se soldant par trois relégations en 4 ans, provoquant la chute de CVV dans la 4e division amateure pour la saison 1989-1990.
Le club ne renoue plus avec sa période de faste des années 1960-1970 et sombre en 5e division amateure entre 1996 et 1999. Lors de cette dernière année CVV obtient sa promotion vers l'échelon supérieur, où après avoir enregistré une quatrième place lors de la saison 1999-2000, le club fusionne avec RSM pour former le CVV Mercurius.

## Palmarès
CVV a connu de nombreux succès en coupe puisque le club est l'un des vainqueurs de la Coupe des Pays-Bas, et il a remporté cinq fois la Zilveren Bal. Toutes les victoires remportées dans cette dernière compétition correspondent au moment où celle-ci est organisée à La Haye, et plus à Rotterdam, à partir de 1957.
| Compétitions nationales et régionales |
| --- |
| - Coupe des Pays-Bas (1) : - Vainqueur : 1920 - Championnat amateurs des Pays-Bas (dimanche) (2) : - Champion : 1964, 1976 - Zilveren Bal (5) : - Vainqueur : 1958, 1962, 1963, 1964, 1965 - Finaliste : 1956 |

## Identité
CVV est un club originaire de Charlois, une commune située sur la rive gauche de la Nouvelle Meuse qui est rattachée à Rotterdam à la fin du XIXe siècle. Celle-ci connaît un fort développement avec l'industrialisation de Rotterdam. CVV est donc un club issu d'un milieu modeste et très proche de la classe ouvrière. Cette identité se retrouve par exemple lorsque le journal Voorwaarts, qui est très marqué à gauche et proche du Parti social-démocrate des ouvriers, défend le club lors d'un conflit qui l'oppose à Haarlem en 1926. La rédaction du journal affirme alors que les clubs de travailleurs « n'ont jamais pu compter sur la sympathie de la NVB » qui serait du côté des anciens clubs élitistes.

## Infrastructures
Les équipes du CVV évoluent dans un premier temps à Rietdijk et se change dans un café attenant au terrain, Het Hof van Bourgondië. En raison de soucis avec le voisinage, notamment des plaintes répétés de l'église locale en raison des matchs joués le dimanche, le commissariat de police de Charlois propose au club de déménager à Waalhaven où le club peut disposer d'un terrain contre 1 florin par an.
Ce « stade », qui est en réalité plutôt un terrain destiné à la pratique sportive, n'est pas clôturé à cette époque à l'instar des terrains de l'Afrikaanderplein. Le club, qui est donc dans l'incapacité d'obtenir des recettes par l'intermédiaire d'une billetterie, vend néanmoins des « bons de soutiens » parmi la foule qui se masse pour assister aux matchs.
Le CVV inaugure son stade de Klaverstraat, qui a été financé par ses membres, le 1er septembre 1918 lors d'un match amical face au RFC. Il s'agit du stade historique du club. Lorsque le club est promu en Eerste Klasse pour la saison 1936-1937, la KNVB prévient le club que son stade ne remplit pas les critères d'une enceinte de première division. Le club cherche d'abord à devenir locataire du Feyenoord Rotterdam, avant de lancer une souscription qui permet de collecter 10 000 florins. Cette somme permet la construction d'une tribune en bois couverte de 7 000 places.
À partir du 1er avril 1941, CVV ne peut plus utiliser ses terrains de Klaverstraat en raison de plans d'aménagement urbain qui vont les voir être remplacés par des habitations.
Le club est alors sans stade propre et est accueilli dans un premier temps par le club catholique Spartaan, qui évolue sur des terrains situé sur Kromme Zandweg. CVV va alors acquérir un premier terrain sur la Kromme Zandweg en 1941, puis un autre en novembre 1946 toujours sur la même rue.
En 1950, CVV déménage définitivement à Groene Kruisweg. Le club dispose alors de trois terrains qu'il aménage grâce à une souscription lancée auprès de ses membres. Ce sont aussi les membres du club qui construisent le premier club-house du complexe inauguré le 3 décembre 1955. Un nouveau club-house ainsi qu'une nouvelle tribune couverte de 800 places, avec une structure en acier, sont construits en 1961. Aussi appelé le Stadion van Charlois, il accueille CVV, puis CVV-Mercurius, jusqu'en 2014. Année où il est rasé pour faire place à des habitations.

## Rivalités
CVV semble entretenir une rivalité avec Feyenoord dans les années 1910, quand ce dernier s'appelle encore HFC puis Celeritas. Si dans les années 1930 l'ancien président de Feyenoord Jan van Bennekom témoigne, dans un livre publié pour les 30 ans de CVV, que les affrontements entre les deux équipes étaient courtois, mais intense, un autre témoignage fait part de débordements et d'agressions des joueurs par les supporters en marge de ces rencontres.